# Brownsville, Minnesota
Brownsville là một thành phố thuộc quận Houston, tiểu bang Minnesota, Hoa Kỳ. Năm 2010, dân số của thành phố này là 466 người.

## Dân số
- Dân số năm 2000: 517 người.
- Dân số năm 2010: 466 người.